# Očelice
Očelice är en ort i Tjeckien. Den ligger i den centrala delen av landet, 120 km öster om huvudstaden Prag. Očelice ligger 272 meter över havet och antalet invånare är 244.
Terrängen runt Očelice är platt. Runt Očelice är det ganska tätbefolkat, med 90 invånare per kvadratkilometer. Närmaste större samhälle är Hradec Králové, 17,0 km väster om Očelice. I omgivningarna runt Očelice växer i huvudsak blandskog.